# Trójbój siłowy na Igrzyskach Pacyfiku 2007
Wyniki zawodów w trójboju siłowym rozegranych podczas Igrzysk Pacyfiku 2007 w Apii.

## Uczestnicy
| - Samoa Amerykańskie - Fidżi - Nauru - Nowa Kaledonia - Niue | - Papua-Nowa Gwinea - Samoa - Polinezja Francuska - Tonga - Tuvalu |

## Medale
| Kategoria wagowa | Złoto                        | Srebro                       | Brąz                        |
| Mężczyźni        |                              |                              |                             |
| 56 kg            | Mohammed Ramzan (467,5 kg)   | Jean Paul Soenarman (450 kg) | Kelly Hendry (395 kg)       |
| 60 kg            | Philippe La (562,5 kg)       | Maverick Eoe (500 kg)        | -                           |
| 67,5 kg          | Iros Kun (575 kg)            | Brown Bolong (550 kg)        | Dominique Thomas (532,5 kg) |
| 75 kg            | Lorance Visanti (590 kg)     | Richard David (582,5 kg)     | Gary Colombani (565 kg)     |
| 82,5 kg          | Livingston Sokoli (702,5 kg) | Raboe Roland (640 kg)        | Stephane Matke (595 kg)     |
| 90 kg            | Barassi Botelanga (720 kg)   | -                            | -                           |
| 100 kg           | Mataira Teripaia (750 kg)    | Eliesa Sitifana (730 kg)     | Greg Garoa (725 kg)         |
| 110 kg           | Lorance Visanti (815 kg)     | Richard David (755 kg)       | Gary Colombani (725 kg)     |
| 125 kg           | Robert Dabwido (825 kg)      | Andy Faremiro (810 kg)       | Viliami Tuamoheloa (670 kg) |
| + 125 kg         | David Adimim (885 kg)        | Edwin Tauhiro (830 kg)       | Vae Mafuli (732,5 kg)       |
| Kobiety          |                              |                              |                             |
| 56 kg            | Sylvie Auger (275 kg)        | -                            | -                           |
| 67,5 kg          | Linda Pulsan (415 kg)        | -                            | -                           |
| 82,5 kg          | Zahara BI (332,5 kg)         | -                            | -                           |
| 90 kg            | Iva Vunikura (375 kg)        | -                            | -                           |
| + 90 kg          | Senimili Turner (?)          | Heuroti Teauroa (425 kg)     | Brenda Goro (385 kg)        |